# Địa chủ

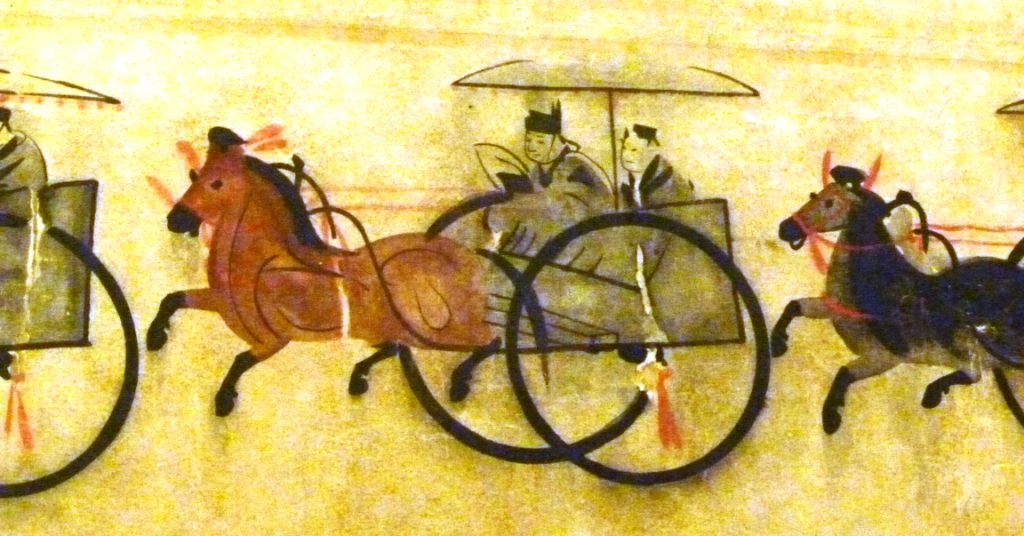
Tranh vẽ một địa chủ có quyền thế đang ngồi trên xe ngựa, thời Đông Hán (trong quãng những năm 25–220 sau Công nguyên) ở khu vực nay là tỉnh Hà Bắc, Trung Quốc

Địa chủ (chữ Hán: 地主), tùy từng trường hợp còn gọi là điền chủ 田主 (ở Nam Bộ Việt Nam), chủ đất, chủ nhà, chủ nhà trọ, chủ sử dụng đất, ý chỉ người chủ sở hữu của một ngôi nhà, chung cư, căn hộ cao cấp, đất đai, đất ruộng hoặc bất động sản nói chung, tức những thứ được đem cho một cá nhân hay một doanh nghiệp thuê lại hoặc thuê hợp đồng. Đặt vào vị trí với tư cách pháp nhân thời hiện đại thì người ta thường hay sử dụng cụm từ chủ đất hoặc chủ sử dụng đất hơn.

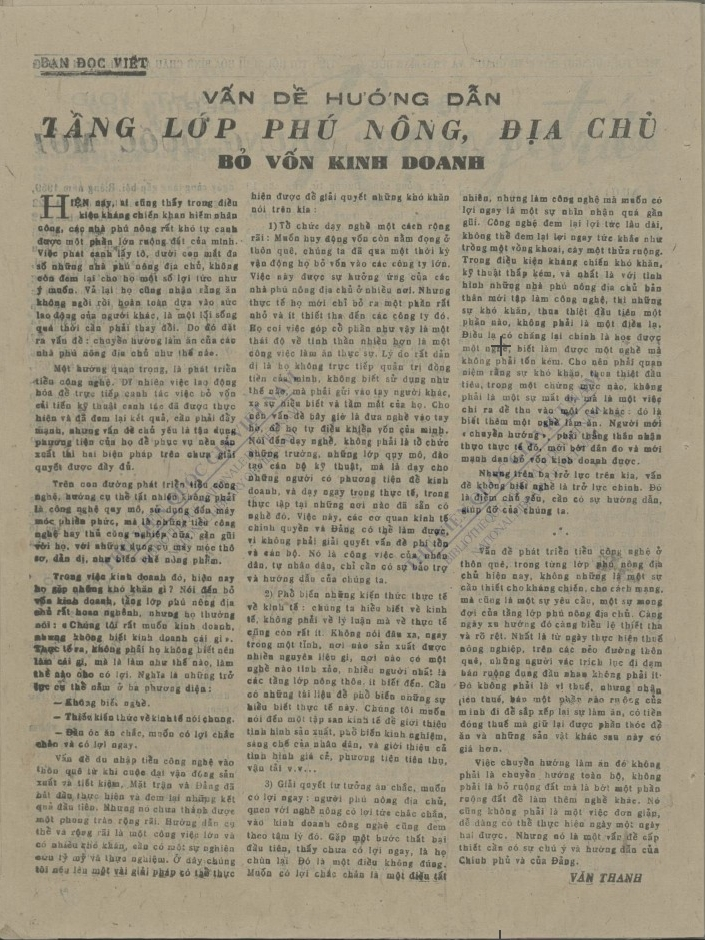
Báo Độc Lập số ra ngày 30 tháng 9 năm 1952 có bài viết nhan đề “Hướng dẫn tầng lớp phú nông, địa chủ bỏ vốn kinh doanh”, chủ yếu trong lĩnh vực công nghệ

Ở nông thôn Việt Nam thời xưa, địa chủ được hiểu là người sở hữu nhiều ruộng đất, sinh sống bằng việc khai thác địa tô, với một số gương mặt nổi bật như Đỗ Thế Sử, Nguyễn Hữu Tiệp ở Bắc Bộ và Huyện Sỹ, Trần Chánh Chiếu, Trần Trinh Trạch... ở Nam Kỳ. Tài sản tích lũy lớn nhất của một địa chủ chính là ruộng đất mà họ sở hữu và kinh nghiệm bản thân hoặc gia đình, qua quá trình khai thác tài nguyên thiên nhiên và sử dụng nguồn nhân lực (tá điền) để thu lợi từ thành quả canh tác nông nghiệp trên mảnh đất của họ. Đất đai có được là cả một quá trình tích tụ ít nhất hơn một thế hệ đời người.